# فهرست فیلسوفان ایرانی
این فهرست فیلسوفان ایرانی از ایران باستان تا کنون، در مکتب‌های فکری مختلف است. حکمت و فلسفه در ایران پیش از تفکر میترائیسم شروع شده و اولین نام آن حکمت خسروانی است. بعدها با پذیرش اسلام و ترجمه متون یونانی در قالب حکمت مشاء ابوعلی سینا، حکمت اشراق سهروردی، حکمت یمانی میرداماد و حکمت متعالیه ملاصدرا درآمده است.

## فیلسوفان ایرانی

### پس از ایران باستان[۱]
- حکیم ایرانشهری
- ابن ندیم
- فارابی
- زکریای رازی
- فخر رازی
- ابوالحسن طبری
- ابن سینا
- خیام
- مولانا جلال الدین محمد بلخی
- ابوالحسن عامری
- یحیی بن عدی
- ابوسلیمان سجستانی
- ابوحیان توحیدی
- جابر بن حیان
- ابوریحان بیرونی
- ابن هیثم
- ابن ابی صادق
- ابن مسکویه
- خواجه نصیرالدین طوسی
- محمد بن محمود آملی
- ابن هندو
- ابوحامد محمد غزالی
- میرداماد
- ملا صدرا
- ملا علی نوری
- محسن فیض کاشانی
- میر حیدر آملی
- قطب‌الدین شیرازی
- سهروردی
- افضل الدین کاشانی
- ملا هادی سبزواری
- جهانگیرخان قشقایی
- ملا عبدالله بهابادی
- میرزا ابراهیم حکمی زنجانی

- حکیم هیدجی
- محمدتقی شوشتری
- میرابوالقاسم فندرسکی
- ابن ربن طبری
- آقاعلی زنوزی

### معاصرین
- آرامش دوستدار
- غلامحسین ابراهیمی دینانی
- ابوالقاسم فنائی
- اسماعیل سعادت
- احسان طبری
- احسان نراقی
- ‌احمد احمدی
- احمد فردید
- انشاءالله رحمتی
- بابک احمدی
- بیژن عبدالکریمی
- جواد مصلح
- حسن رمضانی
- حسن فتحی (فیلسوف)
- حمید طالب زاده
- داریوش شایگان
- رامین جهانبگلو
- رضا داوری اردکانی
- رضا نگارستانی
- سروش دباغ
- سید حسن امین
- سید حسین نصر
- سیدعباس معارف
- سید عبدالله انوار
- سید عزالدین حسینی زنجانی
- سید علی موسوی
- سید منیرالدین هاشمی
- سید یحیی یثربی
- شرف الدین خراسانی
- ضیا موحد
- عباس منوچهری
- عبدالحسین خسروپناه
- علی‌اصغر دادبه
- غلامرضا اعوانی
- عبدالکریم سروش
- محسن جهانگیری
- محمد ایلخانی
- محمد رضا نکونام
- محمد صالح کمیلی خراسانی
- محمد ضیمران
- محمد مددپور
- محمدرضا حکیمی
- محمدرضا نیکفر
- محمدمهدی اردبیلی
- مراد فرهادپور
- مرتضی مردیها
- ‌مرتضی مطهری
- نادیا مفتونی
- مصطفی ملکیان
- مهدی گلشنی
- منوچهر آشتیانی
- منوچهر صدوقی سها
- میرعبدالحسین نقیب‌زاده
- نصرالله حکمت
- نصرالله پورجوادی
- پرویز ضیاء شهابی
- کریم مجتهدی
- کمال حزباوی
- یدالله موقن
- بهلول گنابادی
- شیخ نخودکی
- عبدالکریم رشیدیان
- سید محمدحسین حسینی طهرانی
- سید محمد حسین طباطبایی
- محمدتقی جعفری

## محققین غیر ایرانی فلسفه ایرانی اسلامی
- ‌آنه ماری شیمل
- هانری کربن
- لویی ماسینیون‌‌